# Праменка
Праменка је аутохтона домаћа овца која је некад била раширена у целој Европи, а сада је најзаступљенија у балканским земљама. Праменка је касностасна овца скромних услова гајења и отпорна на болести. Гајила се током векова у брдско-планинским пределима на екстензивном (примитивном) овчарству. Од средине 20. века у Југославији вршило се оплемењивање праменке са високопродуктивним расама оваца ради побољшања њених производних вредности.

## Изглед и особине
Током времена у појединим биогеографским регионима формирани су сојеви праменке који се прилично разликују по екстеријерним и производним карактеристикама. На Балкану постоји више од 30 сојева праменки. Међу најзначајније сојеве праменке са рудом (фином вуном) спадају: сјеничка, сврљишка, шарпланинска, овчепољска (македонска), и пиротска. Са грубом вуном: каракачански-црни сој, кривовирски сој, косовски сој, бардока (бела метохијска), липска (смедеревска), језерско пивска, зетска жуја, дубска (влашићко-травнички), влашка виторога, купрешка и личка праменка. Сматра се да су праменке са централног Балкана, које имају фини сортимент вуне у њеном стварању у прошлости учествовале малоазијске овце са фином вуном. Праменка има дугу и узану главу, прекривену длаком, која може бити различите боје, зависно за сојеве. Већина оваца је шута, док су овнови најчешће рогати. Труп је средње дужине и узан. Леђа су равна и узана. Према дужини репа разликују се дугорепи и краткорепи сојеви. Ова овца је добила назив по израженим праменовима који су шиљасти, дуги и груби. Сви сојеви праменке су касностасне животиње, које полно сазревају са 16-18 месеци, а раст завршава у старости од 3-4 године.
Користила се у народном овчарству за све три производње: млеко, месо и вуна. Жива мера оваца, у зависности од соја и услова гајења, креће се између 30 i 60 kg, а овнови између 40 и 80 kg. Производња млека праменке је релативно мала, а знатно варира између сојева (од 40-100 литара и више у лактацији од 6 месеци ), и зависи такође од исхране. Тежина руна у просеку износи 1,4 kg. Боја руна је најчешће бијела, мада код неких сојева може бити мрко па и црно. Плодност праменке је релативно добра. Од 100 ојагњених оваца добија се 100-110 јагњади. Порођајна тежина јагњади је између 2 i 4 kg, што зависи од соја и нивоа исхране мајки. Јагњад су отпорна а морталитет низак.
Екстеријерне и производне карактеристике праменке су одраз лоших услова под којима се овца гајила током векова у брдско-планинском пределима са екстензивним (примитивним) сточарством. Исхрана током зиме је била веома оскудна, па су овце у пролеће биле у слабој кондицији што се неповољно одражавало на раст јагњета. Рано одбијање јагњади, превремена оплодња младих оваца, лоша исхрана и смештај утицале на морфолошке и физиолошке карактеристике праменке. Кроз векове поред домаће радиности и занатства главна привредна грана код становника Балкана била је сточарство. Становници сточари који су живели у многочланим задружним породицама где је подела рада била извршена према полу и узрасту, успели су да својим радом обезбеде основне животне потребе. Систем узгоја стоке (оваца, коза и говеда) подразумевало је летњу испашу на планинским пашњацима и спуштања пред зиму у стална насеља на нижим надморским висинама. Главна сировина у производњи хране код сточара представљали су млеко и месо, односно справљање масла, сира и сувог меса.
У прошлости се за справљање сира првенствено користило овчије млеко (Технологија израде овчијег белог сира). Овакав систем узгоја стоке био је доминантан до средине 20. века када услед урбанизације, индустрализације и миграције становништва из села у град успео да одржи у изолованим планинским пределима Балканског полуострва и на почетку 21. века. 
Средином 20. века у Југославији ради побољшања производних карактеристика праменке започиње спаривање са високопродуктивном француском мерино арл расом, а касније и немачком мерино-ландсчаф расом (виртембершка овца). Овај период оплемењивања праменке познат је као „меринизација". Губитак интереса за гајење нископродуктивних сојева, као и укрштање праменке са продуктивним расама довели су до наглог смањења аутохтоне популације. Процена степена угрожености праменке показује да поједини сојеви имају мање од 100 јединки, што захтева хитне мере презервације и конзервације ради очувања специфичног генофонда. Традиционално сточарство са слободном испашом иако се сматра примитивним у односу на интензивно индустријско овчарство оно је на почетку 21. века доживело својеврсну ренесансу са појавом органског сточарства.
У 21. веку, осим појединих сојева праменке угрожено је планинско краторого домаће говече - буша, балканска домаћа коза, балкански магарац, као и балкански брдски коњ.

## Занимљивости
- Каракачанска овца је сродник муфлона и важи за једну од најпримитивнијих сојева праменки на Балкану, има црну длаку и најгрубљу вуну, док месо има укус срнетине.[7] Сматрало се да је ова праменка изумрла у Србији али је 2005. године откривено мало стадо у селу Млачишту на планини Чемернику, након чега је уведена у програм државне заштите.[8] Највеће балканско номадско племе Каракачани, познати још као Ашани или Власи, вековима су своја бројна стада водили током лета на испашу са југа на север централног Балкана, а зими обрнуто, па чак и када су формиране прве границе на Балкану у 19. веку. Њихове сеобе су последњи пут забележене у Југославији уочи Другог светског рата. Сматра се да су управо Каракачани у прошлости одали тајну старопланинским и сврљишким сточарима справљања белмужа и качкаваља, који је данас познат под називом пиротски качкаваљ.[9][10](Мемедовић и Каракачани - Званични канал).
- Изворни балкански овчији и козји меки бели сир први су стандардизовали и брендирали за светско тржиште Грци под називом фета што у преводу значи кришка или комад. Саламурени сиреви су типични за све земље Балкана. У Србији и Босни је то бели сир, код Бугара и Македонаца  „бело сирење", у Грчкој „фета“ сир. Најпознатији домаћи бели сиреви су сјенички,[11] хомољски,[12] златарски,[13] пљеваљски,[14] старопланински,[15] сврљишки,[16] влашићки[17] и др.
- Качкаваљ - тврди жути сир настао је на Балканском полуострву.[18] Касније се раширио у Русију, Турску, јужној Италији, јужној Мађарској, и још неким источним земљама. У Србији традиционално се справљао качкаваљ у сточарским газдинствима на Старој планини, Сврљишким планинама, Ртњу, Шар-планини и Хомољским планинама; у Босни, у планинама око Сарајева традиционално се справљао качкаваљ до средине 20. века, остало је забележено да је једна сарајевска породица справљала качкаваљ у току неколико генерација од 1860. до 1941. године; у Бугарској познат је пиридопски качкаваљ; у Грчкој тесалски и епирски; у Румунији качкаваљ са планине Пантелу. На Балкану такође чувени сирари качкаваља су били Јевреји-Сефарди и Цинцари. Суштинска разлика између балканског качкаваља и европских жутих сирева је присуство окаца (рупа), и њихов недостатак код качкаваља. Величина рупа је критеријум за квалитет код европских жутих сирева док се њихово присуство код качкаваља знак за лош квалитет. Најбољи качкаваљ се справља од овчијег млека.
- На Балкану справља се сир и кајмак из меха-мешине, као и сир шкрипавац.[19][20]